# 武田紀
武田 紀（たけだ とし、1925年〈大正14年〉3月1日 - 2010年〈平成22年〉1月5日）は、日本の児童福祉家、社会事業家。高知県高知市の児童養護施設である高知博愛園（こうちはくあいえん）の3代目園長であり、初代園長である岡上菊栄の精神を受け継ぎ、40年以上にわたって児童育成に貢献した。博愛園を退職後は、DVシェルターの先駆けとなる民間施設を創設し、ドメスティックバイオレンス（DV）の被害者の保護に努めた。

## 経歴
高知県高知市鷹匠町で誕生した。高知県立高知第一高等女学校（後の高知県立高知丸の内高等学校）を卒業後、終戦時の1945年（昭和20年）に、「人間を心から大切にする仕事に就きたい」と決意して高知刑務所に勤務、受刑者の家族のケースワーカーとなった。生活苦の者に密かに自分の給料を送り、美談として新聞で報じられたこともあった。翌1946年（昭和21年）にカトリックの洗礼を受け、キリスト教徒となった。
女学校卒業時に博愛園を見学していたことと、1946年に軍政部のケースワーカー募集に応募した際に通訳を務めた岡上千代（岡上菊栄の三女）からの誘いが縁で、1947年（昭和21年）3月より博愛園に勤務し、岡上菊栄と寝食を共にした。菊栄が高齢のために退職するまで、約1か月の短期間ではあったが、菊栄から児童の養育法を学んだ。同1947年に3代目園長に就任し、戦災孤児や、恵まれない児童たちの養育にあたった。
1989年（平成元年）年3月に、博愛園を定年退職した。その後も「人間尊重の世の中のために尽したい」と願い、1989年（平成元年）に、高知ボランティアビューローの所長を務めたシモンズ・レオナルド神父らと共に、DV被害者を保護する民間施設「青濤の家（あおなみのいえ）」を創設。被害を受けた女性たちを家族同然に迎え入れ、傷心の回復に尽くした。それまであまり知られなかったDVへの関心が社会的に高まった後には、DVの講師も務めて、DV被害女性の思いを社会へ発信した。
2001年（平成13年）に「青涛の家」の功績により、社会貢献支援財団から社会貢献者表彰を受けた。表彰式の日、「この表彰は青濤の家の活動でくれるそうよ。子供の福祉ではないのよね」と語っていた。翌2002年（平成14年）には高知新聞社主催による高新大賞を受賞、2008年（平成20年）には瑞宝双光章を受章した。
2000年代は入退院を繰り返す身となり、2010年（平成22年）1月5日、香美市土佐山田町の自宅で、膵癌により84歳で死去した。「龍馬に注目が集まる今年、菊栄にもぜひ光を当てて」と言い遺していたことから、同2010年4月には菊栄を語る講演会が高知市内で開催された。同4月には博愛園の創立100年記念式典が開催され、紀や菊栄の功績が称えられた。

## 人物
紀にとって、博愛園は職場ではなく家庭であり、子供たちには家族同然に接し、私生活、私財の全てを投入していた。博愛園出身者たちには、いつまでも「お母さん」「お婆ちゃん」と慕われた。進駐軍のアメリカ兵と日本女性の間に生まれた少女を同園で保護して、アメリカ一家の養女にしようと奔走したこともあり、この少女は渡米して家庭を持った後も、紀を実母同然に敬って「スペシャル・マイ・マザー」と呼んでいた。
青涛の家でも開設や運営にあたっては、「申請の際に入所者のプライバシーが漏れる可能性がある」として、国、県、市などの補助を受けずに、DVで傷を負った女性たちを、無条件に受け入れた。助けを求める声があれば、深夜でも早朝でも助けに走る生活を送った。自殺寸前に救われて、新たな生活へ踏み出した女性もいた。晩年に入院中も、博愛園出身者たち、青涛の家出身の女性たちが訪れ、紀はそのたびに母同然に優しく接していた。キリスト教信仰に基づくその精神は、「日本のマザー・テレサ」との声もある。
その一方で、博愛園で菊栄を神同然に慕っていた職員には、20歳代の若さで園長となった紀が物足りなく映ったか、紀が白い割烹着で、田の畦道で1人で泣いている姿もしばしば見られた。菊栄の生涯を著した作家の武井優に会うと、紀はそのたびに菊栄を賛美し敬っていた。また、博愛園で子供の幸福のために母親になりきろうとして、職員にも同じ思いを求める姿勢は、近代的な8時間労働などの労働観にはほど遠かったため、博愛園職員らが組合を結成して「ろくに休暇も取らせない」と抗議し、紀は神と隣人への感謝以外ほとんど口にしないにもかかわらず、「一部の人たちがわけのわからないことを言って」と不満を漏らしたこともあった。